# Loanhead of Daviot
Der Loanhead of Daviot ist ein Steinkreis des Typs Recumbent Stone Circle (RSC), der in der Region Grampian, insbesondere am River Dee, sehr verbreitet ist. Merkmal der RSC ist ein „liegender Stein“ begleitet von zwei stehenden, hohen, oft spitz zulaufenden „Flankensteinen“, die sich innerhalb des Kreises oder nahe dem Kreis befinden. Er liegt nordwestlich von Oldmeldrum in Aberdeenshire in Schottland nahe der Ortschaft Daviot. 
Der Kreis besteht aus acht Steinen plus den Begleitsteinen zu beiden Seiten des 12 Tonnen wiegenden, „ruhenden Steines“. Die Höhe der Steine des Kreises nimmt in Richtung auf den ruhenden Stein zu. Auf einem Stein östlich des ruhenden befinden sich Schälchen. Der Kreis hat seit dem Ende des 3. Jahrtausends einen abgesetzten Innenraum, der mit Steinen ausgelegt ist. Er enthielt zerscherbte Töpferware und Ablagerungen von Leichenbrand. Der Steinhügel hat hinter dem ruhenden Stein ein Randsteinsegment. Um die Basen von sechs der Steine des Kreises wurden kleine Steinhügel hinzugefügt. 
Die bei der Ausgrabung gewonnenen Informationen haben diesen Steinkreis zu dem bestverstandenen der vorgeschichtlichen Kreise in Schottland gemacht. Es gab hier über etwa 15 Jahrhunderte, von ungefähr 3000 v. Chr., als der Steinkreis errichtet wurde, bis ungefähr 1500 v. Chr., als der nachfolgende Brandgräberfriedhof außer Nutzung ging, feierliche Aktivitäten. 
Neben dem Kreis liegt, innerhalb einer niedrigen Steineinfassung mit zwei gegenüberliegenden Eingängen, ein späteres Brandgräberfeld. Seine zentrale Grube hielt die teilweise verbrannten Knochen eines Mannes, der anscheinend einen Steinanhänger trug. 20 Gruben mit Leichenbrand, davon einige in Urnen, der Rest in kleinen Gruben, wurden um ihn herum gefunden. Sie stammen von 31 Menschen, darunter auch Kindern.

Loanhead of Daviot
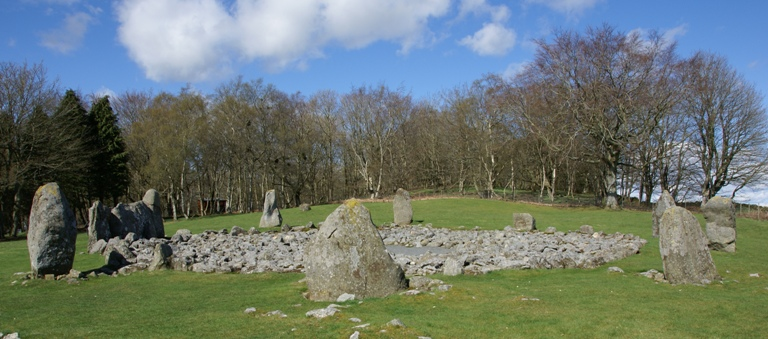
Seitenansicht
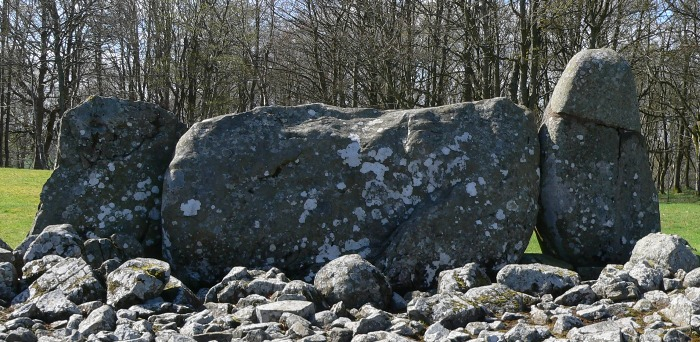
Mittig der Liegende
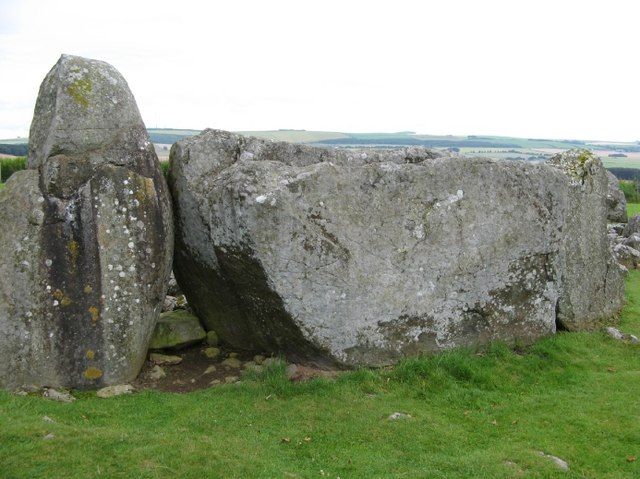
Der Liegende und ein Seitenstein
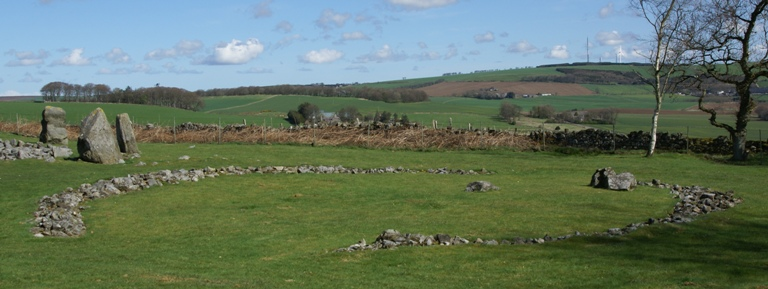
Brandgräber hinter dem Steinkreis
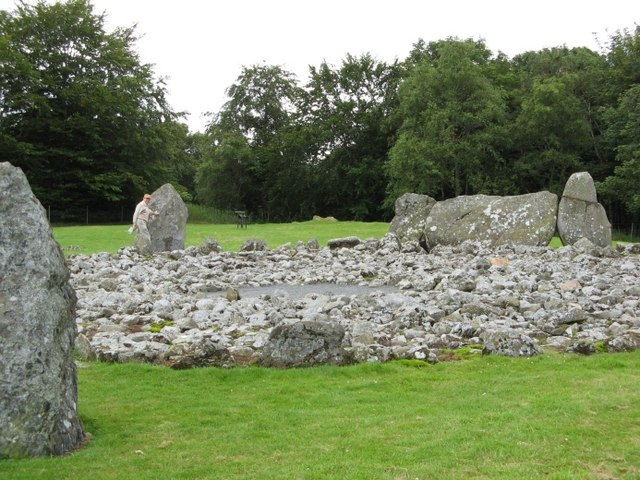
Die Mitte
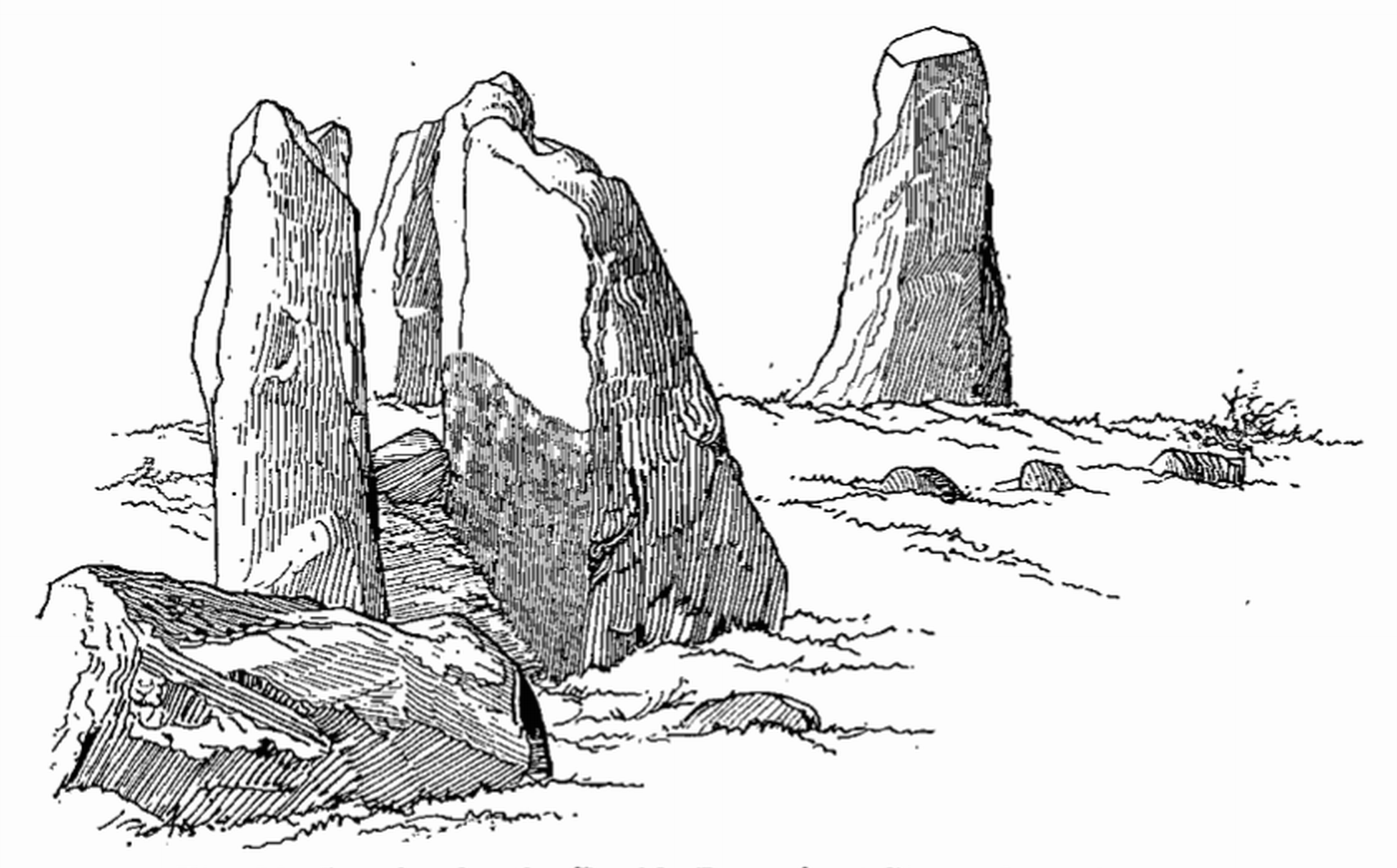
Zeichnung von Coles 1902

## Die Steinkreise am River Dee
Die Steinkreise von Deeside bilden eine Gruppe von Recumbent Stone Circle (RSC). Ungefähr 100 von ihnen wurden zwischen 2500 und 1500 v. Chr. in Aberdeenshire errichtet. Die Ensembles der "ruhenden Steine" liegen in der Regel im Südosten und (normalerweise) auf dem Ringverlauf.